# Аристакесян, Эдуард Оганезович
Эдуа́рд Огане́зович Аристакеся́н (1922—1989) — советский боксёр лёгкой весовой категории, выступал на всесоюзном уровне в конце 1940-х — начале 1950-х годов. Чемпион СССР, призёр многих республиканских и областных турниров. Мастер спорта СССР (1948), заслуженный мастер спорта. Также известен как тренер, возглавлял сборную Армении по боксу, был личным тренером знаменитого армянского чемпиона Владимира Енгибаряна.

## Биография
Родился в 1913 году в Тбилиси.
Активно заниматься боксом начал в раннем детстве, проходил подготовку в одном из местных спортивных залов, затем в 1948 году переехал в Ереван. Первого серьёзного успеха на ринге добился в 1947 году, когда в лёгком весе сумел дойти до финала первенства СССР (в решающем матче потерпел поражение от Анатолия Грейнера). Два года спустя одержал победу на Всемирных студенческих играх в Будапеште. Наибольшего успеха в зачёте национального первенства добился в 1950 году — одолел всех соперников в своём дивизионе и завоевал титул национального чемпиона — за это достижение удостоен почётного звания «Заслуженный мастер спорта СССР». Последний раз выходил на ринг в качестве действующего спортсмена в 1952 году, пытался вновь выиграть всесоюзный чемпионат, но в финальной стадии был побеждён москвичом А. Ершовым.
После завершения спортивной карьеры Аристакесян сосредоточился на тренерской работе, долгое время возглавлял сборную Армении по боксу (с незначительными перерывами занимал этот пост в период 1948—1987), воспитал многих талантливых бойцов. Один из самых известных его учеников — трёхкратный чемпион Европы, олимпийский чемпион Владимир Енгибарян. За подготовку этого спортсмена в 1957 году был признан заслуженным тренером СССР.
Умер в 1989 году.
Начиная с 2006 года в Ереване ежегодно проводится международный мемориальный турнир Эдуарда Оганезовича Аристакесяна.

## Награды
- Орден Трудового Красного Знамени (27.04.1957) — «за успехи, достигнутые в деле развития массового физкультурного движения в стране, повышения мастерства советских спортсменов, и успешное выступление на международных соревнованиях».